# 大樂毛車站
大樂毛車站（日语：／ Otanoshike eki */?）是位於北海道釧路市大樂毛5丁目，北海道旅客鐵道（JR北海道）根室本線沿線的鐵路車站。車站編號為K50。電報略號為。
車站名稱來自阿伊努語的「ota-noski」（沙灘的中央），與濱中町詞源相同。

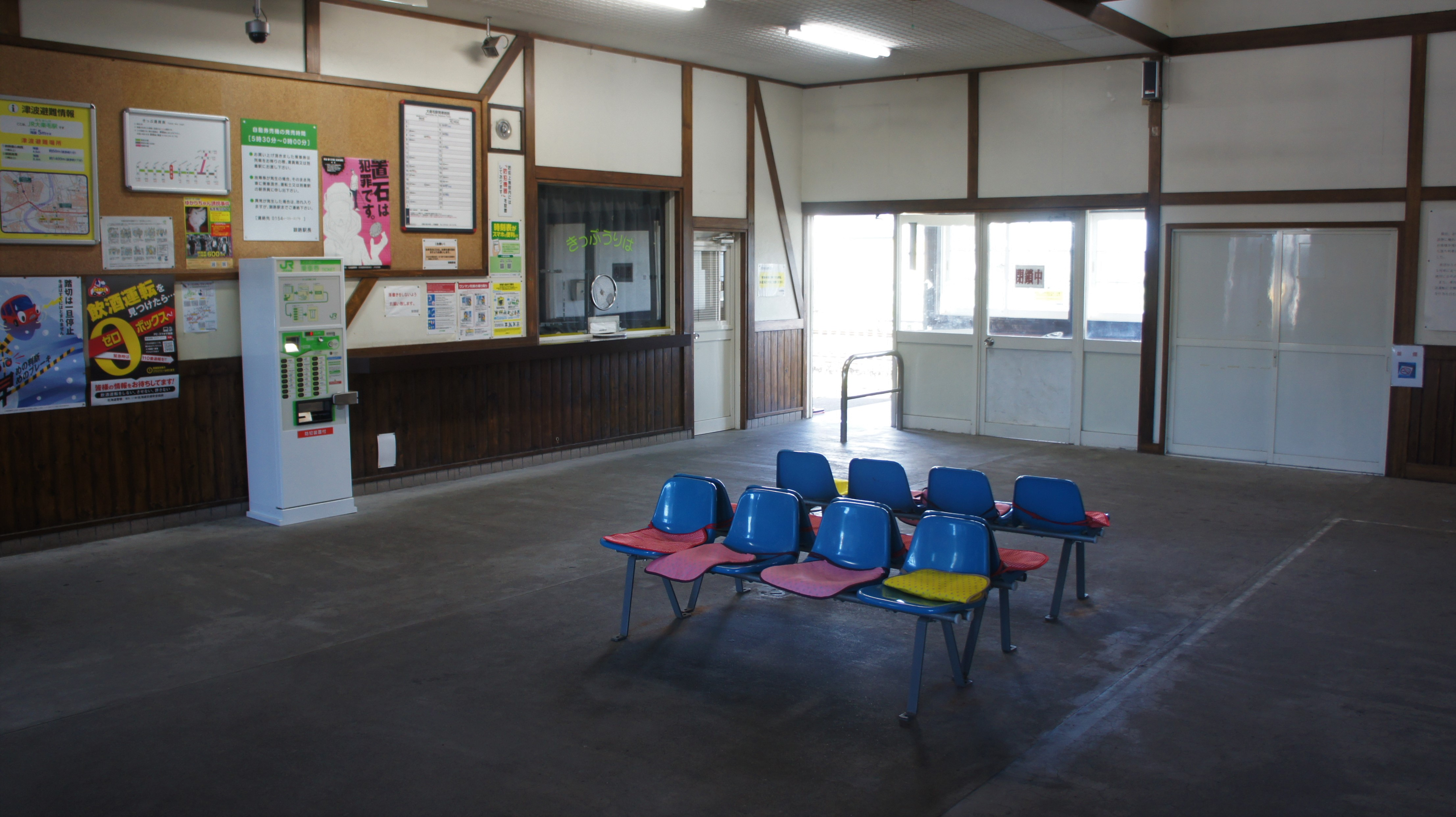
車站內部(2018年9月)

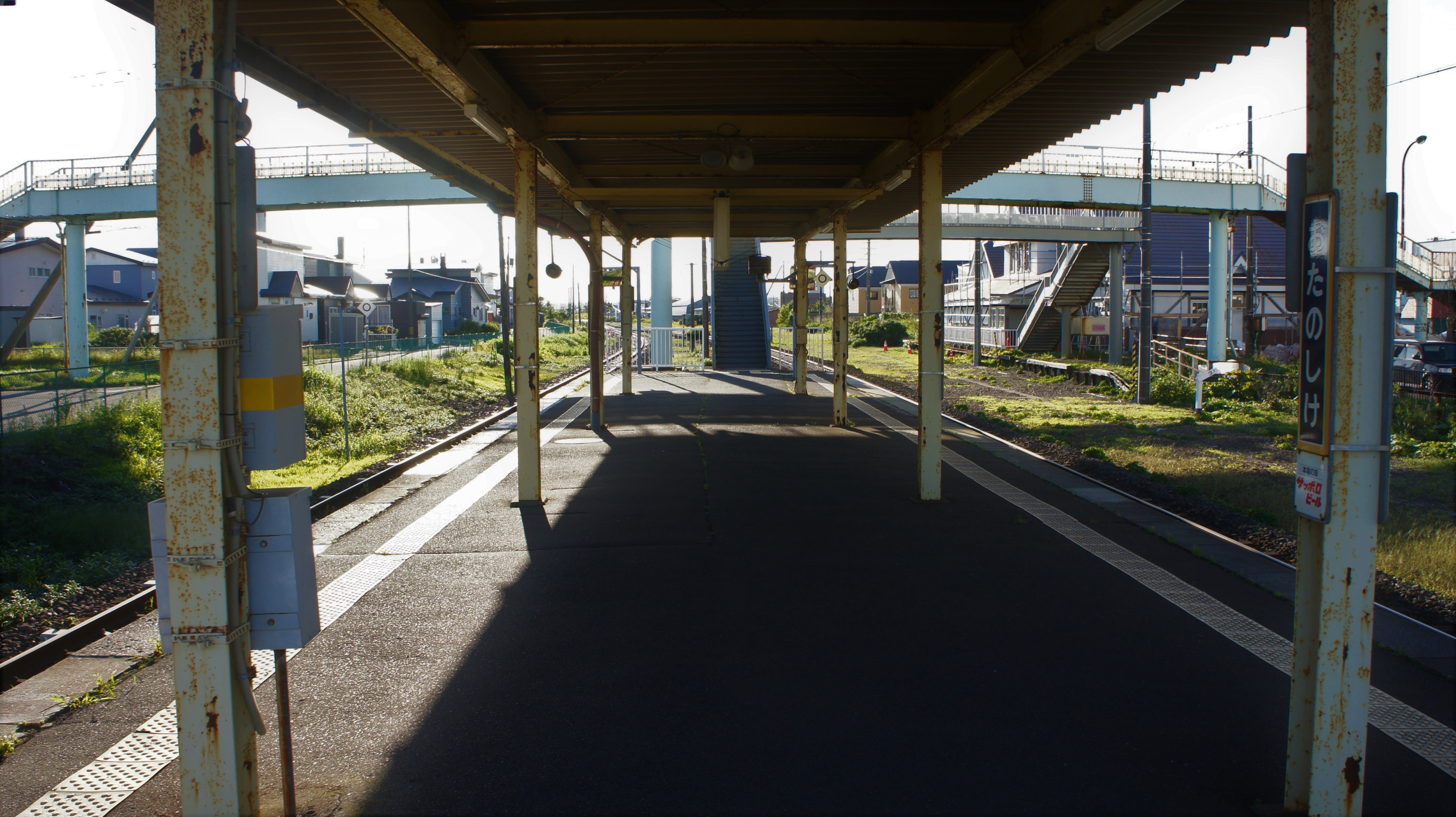
月台(2018年9月)

## 歷史
- 1901年（明治34年）7月20日 - 以北海道官設鐵道車站開始營業。一般車站。
- 1905年（明治38年）4月1日 - 由官設鐵道接管。
- 1979年（昭和54年）7月15日 - 除專用線外，廢除其他載貨汽車的貨物處理。
- 1984年（昭和59年）2月1日 - 廢除所有載貨汽車貨物及行李處理。
- 1986年（昭和61年）11月1日 - 車站簡易委託化。
- 1987年（昭和62年）4月1日 - 國鐵分割民營化後，由JR北海道繼承。
- 1989年（平成元年）10月2日 - 改建為現在的車站大樓。與釧路市政廳大樂毛分所共同興建。
- 2001年（平成13年） - 廢除簡易委託，車站無人化。

## 車站構造
大樂毛車站為1面2線、島式月台的地面車站。基本上所有上下行列車都使用1號線停靠。而兩個月台用架空道路來連接。而之前車站大樓對出曾存在著1號線，但被廢除後將原本島式月台的2號及3號線改為現在的1號及2號線。
車站大樓主要位於車站北面。現在為釧路車站管理的無人車站。車站大樓內有已關閉的辦公窗口外，亦設置了自動售票機（操作時間07時00分～18時00分）。早上及晚上分別有1列以本車站為起點及終點站、往釧路方向行駛的列車，不過星期日將會暫停。
車站在戰後曾經發展為軍馬（釧路種）的大型交易中心。而本州製紙（現在的王子製紙）亦曾在附近開設釧路工廠，亦開始運輸處理木塊等原材料，成為北海道少數的貨物處理車站。但在昭和50年代開始運輸工作由載貨汽車代替，因此廢除貨物處理及專用路軌。

## 車站周邊
在之前為有人車站時，車站大樓為古老的木造建築。現在作為釧路市的郊區住宅區，住宅的數量不斷增加，而主要乘客是前往釧路市中心地區的上班及上學人士。
- 國道38號、國道240號
- 釧路市政廳大樂毛分所
- 釧路警察署大樂毛警署
- 大樂毛郵政局
- 釧路工業高等專門學校
- 釧路家畜市場
- よつ葉乳業釧根工廠
- 行政法人就業及人力資源發展機構北海道中心釧路職業能力開發促進中心
- 日商岩井鋼鐵租賃釧路工廠
- 日東バイオン釧路工廠
- 王子製業釧路工廠
- 阿寒巴士、釧路巴士「大樂毛車站前」車站
  - 釧路市內方向
  - 白糠高校、白糠車站方向
  - 釧路機場、阿寒湖方向
  - 星光釧路號：往札幌
  - 日出旭川釧路號：往旭川
  - 釧北號：往北見
  - 鈴蘭號：往帶廣

## 相鄰車站
北海道旅客鐵道（JR北海道）
■根室本線
庶路（K49）－（東庶路信號場）－大樂毛（K50）－新大樂毛（K51）

## 外部連結
- （日語）JR北海道 – 大樂毛車站（页面存档备份，存于）
- （日語）大樂毛車站（页面存档备份，存于）
- （日語）全驛參觀之旅（页面存档备份，存于）

1. ↑  北海道庁.  (PDF). 北海道庁.   [2017-08-16]. （原始内容存档 (PDF)于2018-04-17）.